# Senoncourt-les-Maujouy
Senoncourt-les-Maujouy je francouzská obec v departementu Meuse v regionu Grand Est. Žije zde 100 obyvatel.

## Poloha obce

### Sousední obce
| Růžice kompasu | Landrecourt-Lempire | Dugny-sur-Meuse        |          | Růžice kompasu |
| Růžice kompasu | Lemmes              | Sever                  | Ancemont | Růžice kompasu |
| Růžice kompasu | Lemmes              | Senoncourt-les-Maujouy | Ancemont | Růžice kompasu |
| Růžice kompasu | Lemmes              | Jih                    | Ancemont | Růžice kompasu |
| Růžice kompasu | Souilly             |                        |          | Růžice kompasu |